# COVID-19-Pandemie in Niger

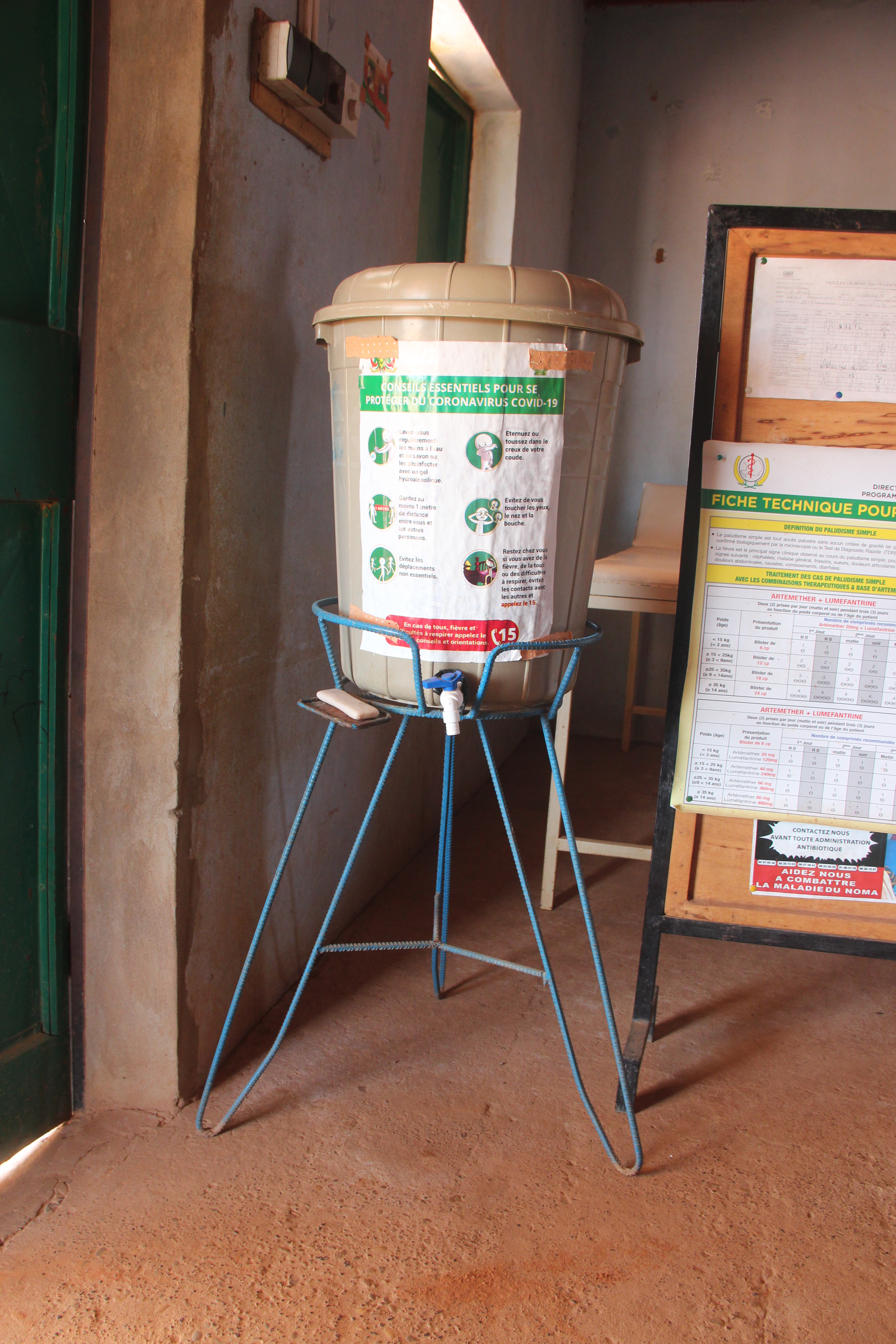
Handwaschvorrichtung im Gesundheitszentrum von Saga Gorou II während der COVID-19-Pandemie in Niger

Die COVID-19-Pandemie in Niger tritt als regionales Teilgeschehen des weltweiten Ausbruchs der Atemwegserkrankung COVID-19 auf und beruht auf Infektionen mit dem Ende 2019 neu aufgetretenen Virus SARS-CoV-2 aus der Familie der Coronaviren. Die COVID-19-Pandemie breitet sich seit Dezember 2019 von China ausgehend aus. Ab dem 11. März 2020 stufte die Weltgesundheitsorganisation (WHO) das Ausbruchsgeschehen des neuartigen Coronavirus als Pandemie ein.

## Verlauf
Der erste COVID-19-Fall in Niger wurde am 19. März 2020 bestätigt. Es handelte sich um einen nigrischen Mitarbeiter eines international tätigen Transportunternehmens. Der erste Todesfall wurde am 27. März 2020 gemeldet. Nach Daten der WHO wurde die Grenze von 100 bestätigten Infektionen am 5. April 2020 überschritten, jene von 500 Infektionen am 13. April 2020. Die mit Abstand meisten Infektionen wurden in der Hauptstadt Niamey bestätigt: Am 17. April 2020 waren es 582 von landesweit 609. Mit Mohamed Ben Omar starb am 3. Mai 2020 ein Regierungsmitglied an den Folgen einer COVID-19-Erkrankung. Ben Omar war Arbeitsminister und Vorsitzender der Sozialdemokratischen Partei (PSD-Bassira) gewesen.

## Statistik
Die Fallzahlen entwickelten sich während der COVID-19-Pandemie in Niger wie folgt:

### Infektionen

Bestätigte Infizierte in Niger nach Daten der WHO. Oben kumuliert, unten Tageswerte

### Todesfälle

Bestätigte Todesfälle in Niger nach Daten der WHO. Oben kumuliert, unten Tageswerte

## Reaktionen und Maßnahmen

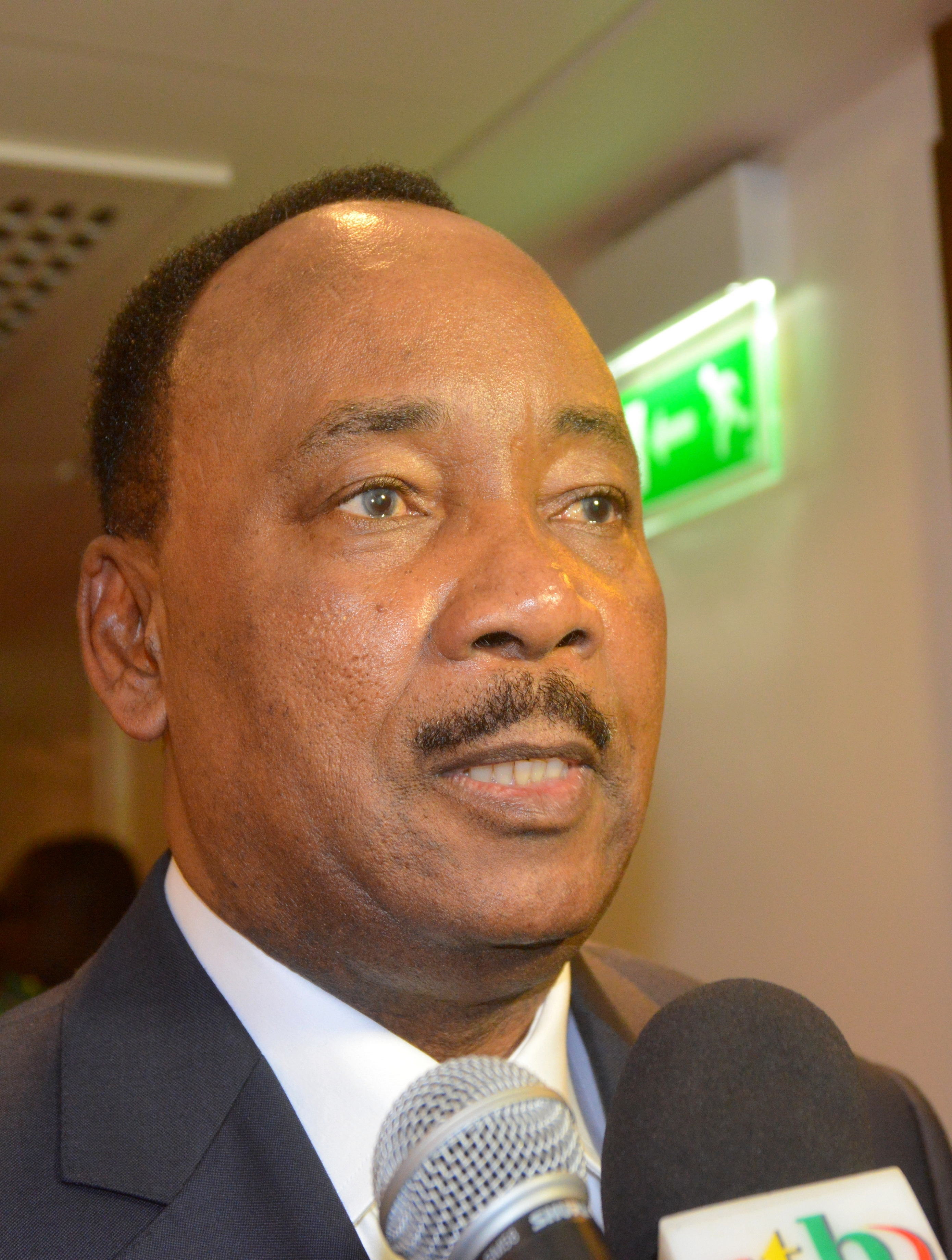
Ehemaliger Staatspräsident Mahamadou Issoufou

Noch vor dem ersten bestätigten COVID-19-Fall in Niger beschloss der Ministerrat unter Staatspräsident Mahamadou Issoufou am 13. März 2020 erste präventive Maßnahmen. Alle internationalen Veranstaltungen im Land wurden abgesagt. Für Einreisende aus einem Land mit COVID-19-Ausbruch wurde eine vierzehntägige Quarantäne angeordnet. Alle Versammlungen, bei denen mindestens 1000 Personen zusammentreffen können, wurden verboten. Unter dem Vorsitz von Premierminister Brigi Rafini nahm am selben Tag ein interministerielles Komité zur Bekämpfung der COVID-19-Pandemie seine Arbeit auf.
Bei einer Demonstration am 15. März 2020 in der Hauptstadt Niamey, die gegen Korruption und Verschwendung öffentlicher Gelder sowie zur Unterstützung der Verteidigungs- und Sicherheitskräfte ausgerichtet und auf Grundlage der neuen Versammlungseinschränkungen verboten war, kam es zu schweren Zusammenstößen zwischen Demonstranten und Sicherheitskräften. Dabei geriet aus ungeklärter Ursache der Tagabati-Markt in Brand. Das Feuer führte zu mindestens drei Toten, mehreren Verletzten und großen Sachschäden. 15 Vertreter zivilgesellschaftlicher Organisationen wurden unter dem Vorwurf der Beteiligung an einer verbotenen Demonstration und der Beihilfe zu Brandstiftung festgenommen.
Der Ministerrat fasste am 17. März 2020 Beschlüsse zu verschärften Vorkehrungen. Versammlungen mit mehr als 50 Personen wurden verboten. Ein Mindestabstand von einem Meter zwischen Personen auf Märkten, in Restaurants, Geschäften, Flughafenbereichen und öffentlichen Plätzen wurde angeordnet. Alle Bars, Nachtclubs, Kinos und Unterhaltungsstätten sollten ab 18. März 2020 um Mitternacht geschlossen halten. Die Landgrenzen wurden mit Wirkung ab 19. März 2020 geschlossen. Davon ausgenommen war der Warentransport. Internationale Flüge außer Fracht-, Kranken- und Militärflüge über den Flughafen Niamey und den Flughafen Zinder mussten ebenfalls ab 19. März 2020 eingestellt werden. Alle Kindergärten, Schulen und Hochschulen wurden mit Wirkung ab 20. März 2020 geschlossen. Die Diagnose und Behandlung möglicher COVID-19-Patienten sollte kostenlos sein.
Am 20. März 2020, einen Tag nach der Bestätigung für den ersten COVID-19-Fall in Niger, untersagte die Regierung Zusammenkünfte zu Hochzeiten, Taufen und Begräbnissen, schloss die Busbahnhöfe und ließ den öffentlichen Personenverkehr auf dem Landweg beginnend 21. März 2020 um Mitternacht einstellen.
Der Ministerrat beschloss am 27. März 2020 eine Reihe weiterer Maßnahmen. Zu diesem Zeitpunkt gab es zehn bestätigte COVID-19-Fälle in Niger. Im gesamten Staatsgebiet wurde der Ausnahmezustand ausgerufen. Für das öffentliche Gesundheitswesen wurden 1500 Neueinstellungen beschlossen. Daneben kam es im Steuerwesen zu mehreren Erleichterungen. Beispielsweise wurden Steuererhebungen für Reisebüros, Bars und Gaststätten sowie im Sport- und Freizeitsektor bis Ende Mai bzw. Juni ausgesetzt, Personentransportunternehmen wurden für die Dauer der Einstellung ihrer Tätigkeit die Mehrwertsteuer erlassen. Im öffentlichen Dienst wurde die Arbeitszeit auf werktags von 8 bis 14 Uhr begrenzt, die Inanspruchnahme von Urlauben forciert, sämtliche Fortbildungskurse abgesagt und Sitzungen auf die notwendigsten beschränkt. In einer Rede an die Nation am 27. März 2020 gab Staatspräsident Issoufou bekannt, im Zuge des Kampfes gegen das Virus 1540 Häftlinge zu begnadigen. Darunter war auch sein langjähriger politischer Rivale Hama Amadou.
Am 28. März 2020 traf eine der ersten internationalen COVID-19-Hilfslieferungen in Niger ein: 20.000 Diagnose-Kits, 100.000 Schutzmasken und 1000 Schutzanzüge. Es handelte sich um ein Geschenk des chinesischen Milliardärs Jack Ma. Die Hauptstadt Niamey wurde am 28. März 2020 mit einer nächtlichen Ausgangssperre belegt und am 29. März 2020 von den anderen Landesteilen isoliert. Der Gouverneur von Niamey zeigte sich nach der ersten Nacht, in der die Ausgangssperre galt und in der es zu 43 Festnahmen gekommen war, mit der Disziplin der Bevölkerung bei der Einhaltung zufrieden.

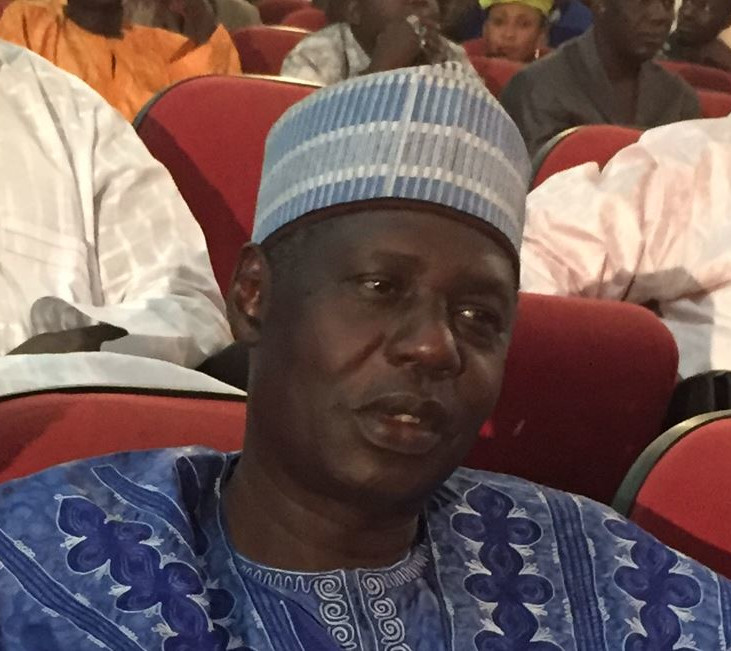
Parlamentspräsident Ousséini Tinni

Parlamentspräsident Ousséini Tinni hatte bereits am 25. März 2020 den Verfassungsgerichtshof angerufen, um Vorgaben zu einer möglichen Einschränkung der parlamentarischen Arbeit während des Ausnahmezustands zu erhalten. Der Verfassungsgerichtshof entschied am 30. März 2020, dass Einschränkungen etwa durch eine Begrenzung der Anzahl der in der Nationalversammlung anwesenden Abgeordneten möglich sind. Finanzminister Mamadou Diop gab am 31. März 2020 bekannt, Finanzierungszusagen von Partnern in der Höhe von 127 Milliarden CFA-Francs zu haben, um die sinkenden Einnahmen und steigenden Ausgaben des Staates zu bewältigen. Handelsminister Sadou Seydou kündigte am 6. April 2020 die Einführung von Preisobergrenzen für Produkte des Primärbedarfs an und trat Gerüchten über eine Schließung der Märkte des Landes entgegen. Auf Initiative des nationalen Filmzentrums Centre national de la cinématographie du Niger (CNCN) unter dessen Generaldirektor Sani Magori wurden am selben Tag Verträge unterzeichnet, mit dem nigrische Filmschaffende über einhundert ihrer Filme staatlichen und privaten Fernsehsendern zur kostenlosen Ausstrahlung überließen, um die Bevölkerung im Zuhausebleiben zu bestärken.
Panikkäufe und die Schließung der Grenze zu Nigeria bewirkten einen Preisanstieg auf den Getreidemärkten Nigers. Am stärksten davon betroffen war Hirse, die im Zeitraum vom 1. bis zum 7. April 2020 um acht Prozent teurer als im Vergleichszeitraum des Vorjahres war. Die Nationalversammlung beschloss am 11. April 2020 eine Verlängerung des landesweiten Ausnahmezustands bis 11. Juli 2020. In Lazaret und weiteren Teilen der Hauptstadt kam es am Abend des 19. April 2020 zu gewaltsamen Ausschreitungen, nachdem Sicherheitskräfte versucht hatten eine Versammlung in einer Moschee zu verhindern.